# Pernjärvi
Pernjärvi är en sjö i Finland. Den ligger i Salo stad i landskapet Egentliga Finland, i den södra delen av landet, 90 km väster om huvudstaden Helsingfors. Pernjärvi ligger 68,3 meter över havet. I omgivningarna runt Pernjärvi växer i huvudsak barrskog. Arean är 1,2 kvadratkilometer och strandlinjen är 14,22 kilometer lång. Sjön  ingår i Kisko ås och Bjärnå å huvudavrinningsområde. 